# بانتوغرافيا

البانتوغرافيا تعرض الأبجدية البنغالية لإدموند فراي

بانتوغرافيا (بالإنجليزية: Pantographia)‏ هو محتوى تجميعي لأبجديات لغات العالم تم عمله في سنة 1799 من قبل اللغوي الإنجليزي إدموند فراي، وقد عمل عليه لمدة 16 سنة وإحتوى على حوالي 200 أبجدية مختلفة من الحبشية و الكلدانية و الفارسية و العبرية و اليونانية و القبطية و السامرية و الماليزية و التبتية و الأيرلندية و الويلزية، محفوظة اليوم في الجمعية الأمريكية للآثار.